# Улей (Париж)

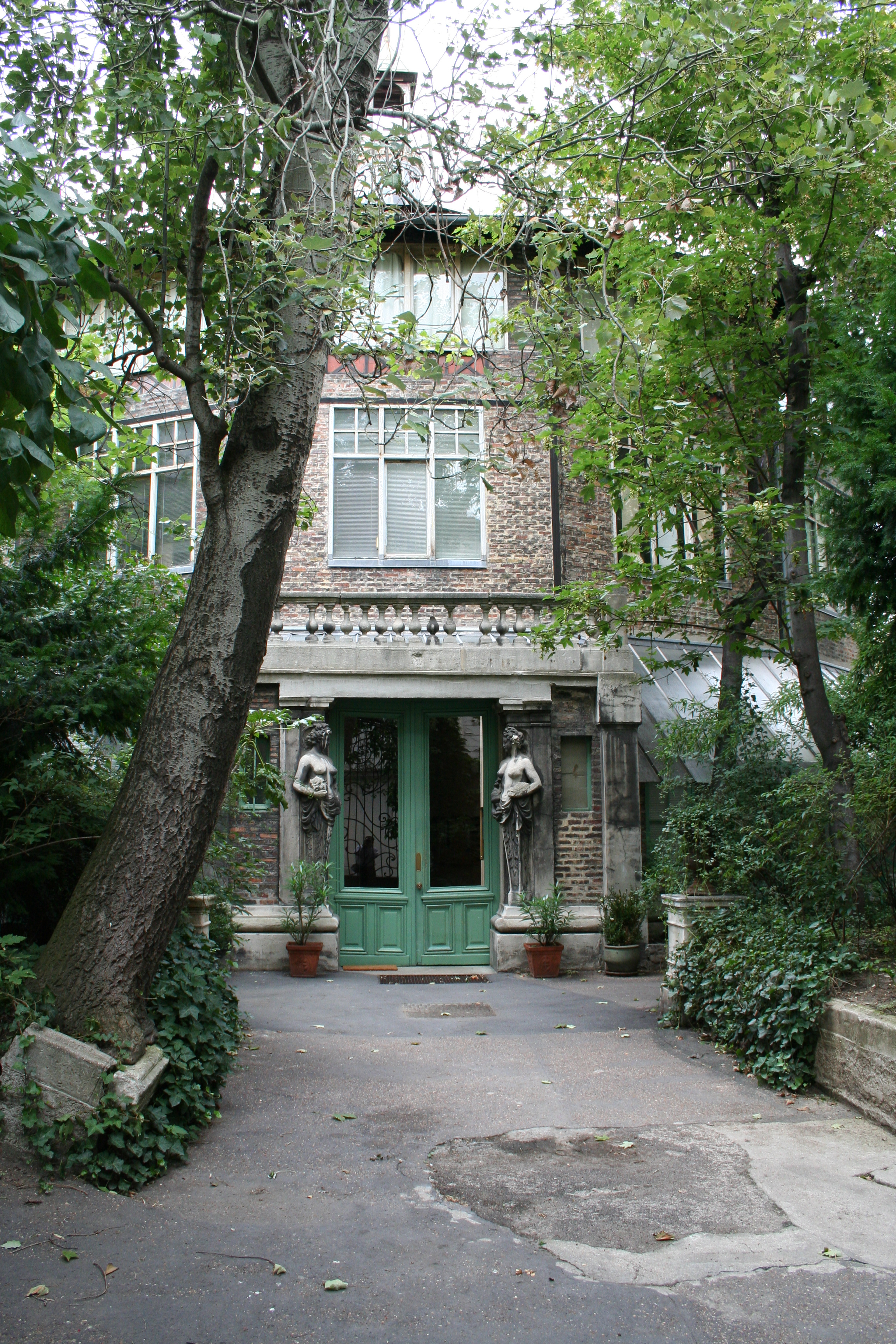
Вход в «Улей»

«Улей» (фр. «La Ruche») — парижский фаланстер начала XX века, созданный в 1902 году меценатом и скульптором Альфредом Буше.

## История
В конце 1900 года Альфред Буше приобрёл на юго-западной окраине Парижа, в тупике Данциг, вблизи остатков городских укреплений, участок в полгектара. Там он установил напоминающую круглый улей трёхэтажную ротонду — купленный им с распродажи имущества Всемирной выставки 1900 года павильон бордосских вин по проекту Эйфеля — и другие лёгкие сооружения.
В 1902 году он открыл комплекс «La ruche» (рус. «Улей») из 140 ателье-студий, которые стал сдавать за символическую плату начинающим художникам и литераторам (месячная аренда мастерской стоила как два недорогих обеда). Среди его обитателей были Леже, Модильяни, Шагал, Сутин, Цадкин, Илья Сосновский, Архипенко, Нюренберг, Кремень, Штеренберг, Костецкий, Жолткевич и другие. Сам Буше построил на территории комплекса маленький домик, который занимал вплоть до своей смерти в 1934 году.
В настоящее время «Улей» остаётся жилым и артистическим комплексом.